# Wilhelminafontein (Bussum)

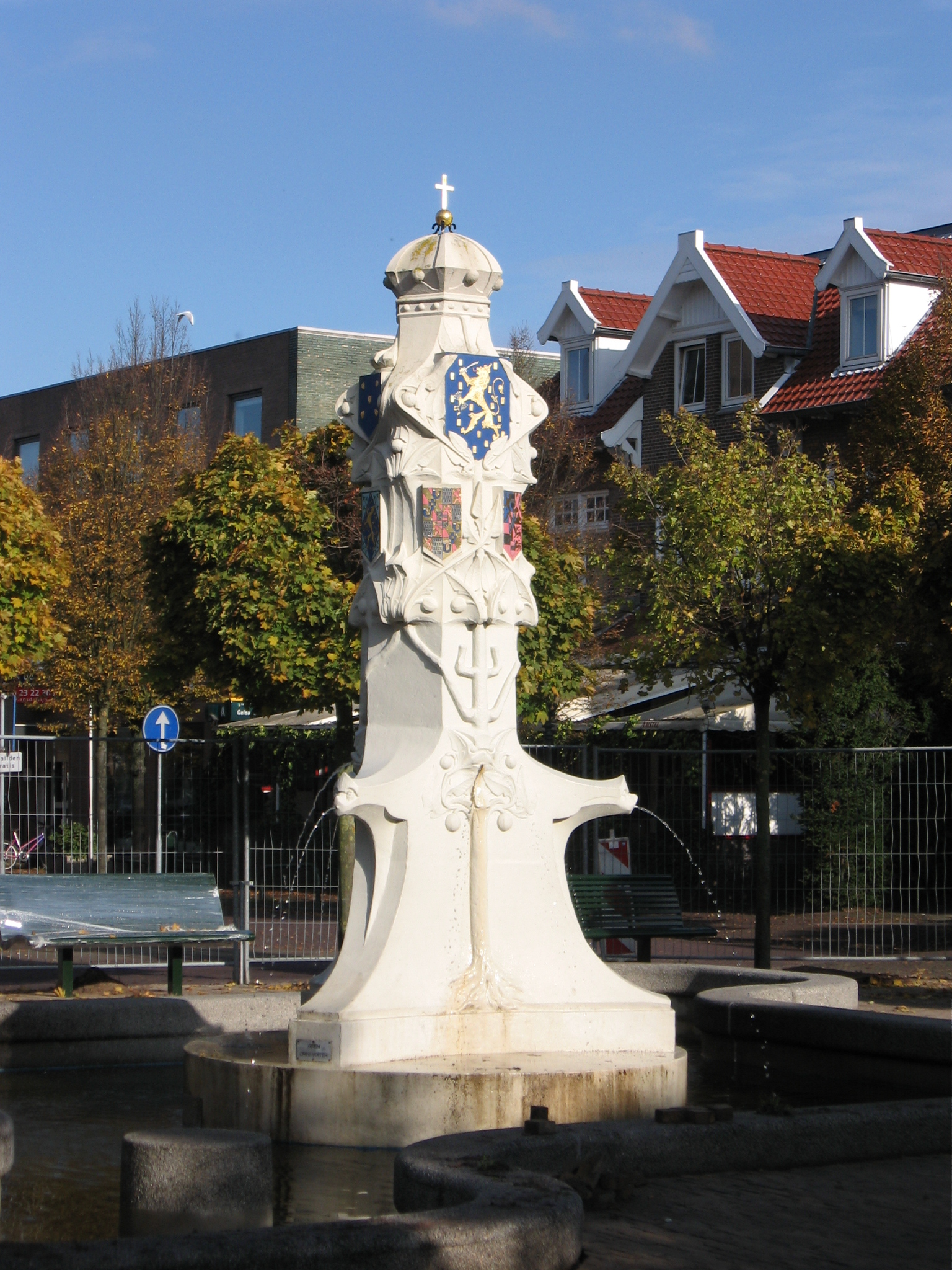
De Wilhelminafontein

De Wilhelminafontein in de Noord-Hollandse plaats Bussum werd in 1898 op de Brink geplaatst.

## Historie
De fontein werd door de burgerij geschonken ter ere van inhuldiging van koningin Wilhelmina. Er staan een aantal wapens op afgebeeld die de hechte band met het oranjehuis moeten benadrukken.

## Verplaatsing en restauratie
In 1923 werd de fontein verplaatst naar het Wilhelminaplantsoen. In 1953 werd hij verwijderd om plaats te maken voor de weekmarkt, en opgeslagen op de gemeentewerf. Nadat de fontein was gerestaureerd werd hij herplaatst op het Wilhelminaplantsoen in het centrum en op 6 september 1988 opnieuw in gebruik genomen.